# 德古拉傳說
《德古拉传说》（又译作）是由科樂美開發的動作遊戲。该作于1989年10月27日发售，也是恶魔城系列在Game Boy平台上的第一作。

## 劇情
传说德古拉每百年都会死而复生一次。出乎所有人的意料，这个传说竟然成了现实。贝尔蒙特家族的后裔克里斯托弗·贝尔蒙特，为了对抗这一威胁，勇敢地踏上了深入恶魔城堡的征程。

## 遊戲特色
- 沒有副武器以及沒有密碼來方便接關
- 角色動作極端遲鈍，跳躍距離不遠，並且跳躍落下速度極快，在跳向斷涯時若是距離沒算準，常常會失足墜落

## 外部連結
- 悪魔城ドラキュラシリーズ総合サイト （页面存档备份，存于）KONAMI（日語）